# Juan Carlos Villanueva
Juan Carlos Villanueva (Córdoba, 7 de octubre de 1959) es un actor español.

## Trayectoria
Juan Carlos Villanueva Melero nació en Córdoba (España) en 1959. Graduado en Arte Dramático por la Escuela Superior de Arte Dramático de Córdoba, ha participado en numerosos proyectos como actor, productor y director teatral. Se inició en Córdoba con el Grupo La Buhardilla, para recalar en el Grupo Trápala en 1979. Con Trápala ha participado en numerosos proyectos, como la obra titulada Maravillas Club, sobre textos de Miguel de Cervantes; El sueño, adaptación de la obra Casi últimos poemas, de Papi y Cahue.
Ha sido ayudante de dirección de ópera y he participado en La lozana andaluza, de Josefina Molina para el Centro Andaluz de Teatro. Ha sido también el protagonista del cortometraje Fray Juan de la Cruz (2004), dirigido por el cineasta cordobés Miguel Ángel Entrenas.
Como actor, Villanueva ha trabajado en la televisión andaluza en series como Plaza Alta o Arrayán. También ha participado en la serie Servir y proteger interpretando a Isidro Galván durante la séptima temporada.
En el cine, es conocido por sus papeles secundarios en películas como La isla mínima (2014), El niño (2014) o El autor (2017).

## Filmografía

### Series de televisión
| Año               | Título                          | Cadena                  | Personaje                  | Notas         |
| ----------------- | ------------------------------- | ----------------------- | -------------------------- | ------------- |
| 1996 - 1998       | Todos los hombres sois iguales  | Telecinco               | Nico                       | 52 episodios  |
| 1998              | La vida en el aire              | La 2                    | Javier                     | 1 episodio    |
| 1998 - 1999       | La casa de los líos             | Antena 3                |                            | 2 episodios   |
| 1999              | Ellas son así                   | Telecinco               | Rafa                       | 16 episodios  |
| 2004              | Hospital Central                | Telecinco               | Francisco                  | 2 episodios   |
| 2007              | El comisario                    | Telecinco               | Moco                       | 1 episodio    |
| 2008              | Zoo                             | TV3                     | Rossinyol                  | 11 episodios  |
| 2008              | Hermanos y detectives           | Telecinco               | Duque Fernández de Guevara | 1 episodio    |
| 2011              | La duquesa                      | Telecinco               | Beltrán                    | 2 episodios   |
| 2011; 2018 - 2019 | 14 de abril. La República       | La 1                    | Gelabert                   | 5 episodios   |
| 2013              | Mario Conde, los días de gloria | Telecinco               | Arturo Romaní              | 2 episodios   |
| 2014              | Hermanos                        | Telecinco               | Daniel Pastor              | 3 episodios   |
| 2014              | Cuéntame un cuento              | Antena 3                | Enrique                    | 1 episodio    |
| 2014 - 2016       | Cuéntame cómo pasó              | La 1                    | Moreto                     | 16 episodios  |
| 2014; 2016        | El Príncipe                     | Telecinco               | Fouad                      | 3 episodios   |
| 2015 - 2016       | Amar es para siempre            | Antena 3                | Juan Morales               | 91 episodios  |
| 2017              | La zona                         | Movistar Plus+          | Charly                     | 3 episodios   |
| 2017              | El secreto de Puente Viejo      | Antena 3                | Ignacio Vaquero            | 22 episodios  |
| 2018              | La verdad                       | Telecinco               | Izquierdo                  | 3 episodios   |
| 2018              | Snatch                          | Sony Crackle            | Fajardo                    | 2 episodios   |
| 2019              | Derecho a soñar                 | La 1                    | Fajardo Chaparro           | 16 episodios  |
| 2019              | Hierro                          | Movistar Plus+          | Morata                     | 8 episodios   |
| 2019              | Las chicas del cable            | Netflix                 | Gregorio Díaz              | 4 episodios   |
| 2020              | White Lines                     | Netflix                 | González                   | 3 episodios   |
| 2020              | Desaparecidos                   | Prime Video / Telecinco | Sousa                      | 1 episodio    |
| 2020              | Alguien tiene que morir         | Netflix                 | Santos                     | 3 episodios   |
| 2021              | La Fortuna                      | Movistar Plus+          | Lucas Martos               | 1 episodio    |
| 2022 - 2023       | Servir y proteger               | La 1                    | Isidro Galván              | 100 episodios |
| 2023              | Nacho                           | Atresplayer             | José María Ponce           | 7 episodios   |
| 2025              | El clan Olimpia                 | Disney+                 |                            | 6 episodios   |